# リーガ・コロンビアーナ・デ・ベイスボル・プロフェシオナル
リーガ・コロンビアーナ・デ・ベイスボル・プロフェシオナル（Liga Colombiana de Béisbol Profesional、LPB、英:Colombian Professional Baseball League）は、コロンビアで開催されているプロ野球のウィンターリーグである。
4チームで争われるレギュラーシーズンは11月から1月上旬にかけて行われ、1月中旬に行われるプレーオフシリーズでリーグ優勝が決定する。このリーグの優勝チームは、ラテンアメリカンシリーズの出場資格を得る。

## 参加チーム
| クラブ名                       | 創設 | ホームタウン   | ホームスタジアム                       | 収容人数 |
| カイマネス・デ・バランキージャ | 1984 | バランキージャ | エスタディオ・エドガー・レンテリア     | 12,000   |
| ティグレス・デ・カルタヘナ     | 1996 | カルタヘナ     | エスタディオ・オンセ・デ・ノビエンブレ | 12,000   |
| トロス・デ・シンセレホ         | 2003 | シンセレホ     | エスタディオ・20・デ・エネロ           | 10,000   |
| バケロス・デ・モンテリア       | 2019 | モンテリア     | エスタディオ・18・デ・ジュニオ         | 7,300    |

### かつて参加していたチーム
- ポトロス・デ・メデジン（スペイン語版）
- アギラス・デ・ボゴタ（英語版）
- レオネス・デ・カルタヘナ→レオネス・デ・モンテリア→レオネス・デ・サンタマルタ（スペイン語版）
- ギガンテス・デ・バランキージャ（スペイン語版）

## クラブ別優勝回数
| クラブ                                   | 優勝 | 優勝年 |
| ---------------------------------------- | ---- | --- |
| カイマネス・デ・バランキージャ           | 13   | 1984-85, 1994-95, 1997-98, 1998-99, 2007-08, 2008-09, 2009-10, 2012-13, 2015-16, 2018-19, 2020-21, 2021-22 |
| インディオス・デ・カルタヘナ             | 7    | 1948, 1950, 1952, 1955-56, 1979-80, 1980-81, 1987-88                                                       |
| ティグレス・デ・カルタヘナ               | 6    | 1995-96, 2003-04, 2004-05, 2005-06, 2006-07, 2013-14                                                       |
| バケロス・デ・モンテリア                 | 3    | 1999-2000, 2019-2020, 2022-23                                                                              |
| レオネス・デ・モンテリア                 | 3    | 2014-15, 2016-17, 2017-18                                                                                  |
| フィルタ・デ・バランキージャ             | 2    | 1949, 1951                                                                                                 |
| ウィラード・デ・バランキージャ           | 2    | 1953, 1954-55                                                                                              |
| カフェ・ユニバーサル・デ・バランキージャ | 2    | 1981-82, 1982-83                                                                                           |
| エレクトリコス・デ・バランキージャ       | 2    | 2001-02, 2002-03                                                                                           |
| ヴァニトール・デ・バランキージャ         | 1    | 1957-58 |
| トロス・デ・シンセレホ                   | 1    | 2011-12 |
| トリセス・デ・カルタヘナ                 | 1    | 1953-54 |
| セルベッサ・アギラ・デ・バランキージャ   | 1    | 1983-84 |
| コーラ・ロマン・デ・カルタヘナ           | 1    | 1956-57 |
| ランチェロス・デ・シンセレホ             | 1    | 1996-97 |
| バケーロス・デ・バランキージャ           | 1    | 1999-2000                                                                                                  |

### 都市別優勝回数
| 都市           | 回数 | クラブ |
| -------------- | ---- | ------ |
| バランキージャ | 22   |        |
| カルタヘナ     | 16   |        |
| モンテリア     | 6    |        |
| シンセレホ     | 2    |        |